# Miracle in Cell No. 7
Miracle in Cell No. 7 ist ein südkoreanischer Film aus dem Jahr 2013 von Regisseur Lee Hwan-kyung. Bei Kosten von lediglich ca. 2,3 Millionen Euro und einer erreichten Zuschauerzahl von über 12 Millionen ist die Mischung aus Familiendrama und Komödie die finanziell erfolgreichste Produktion aller südkoreanischen Filme, welche die 10-Millionen-Zuschauer-Marke erreicht hat.
Die Handlung wurden von verschiedenen Produzenten erneut aufgegriffen und neuverfilmt. So gibt es ein indisches (Pushpaka Vimana, 2017), ein türkisches (7. Koğuştaki Mucize, 2019), ein philippinisches (Miracle in Cell No. 7, 2019) und ein indonesisches (Miracle in Cell No. 7, 2020) Remake des Films.

## Handlung
Lee Yong-gu ist der geistig zurückgebliebene Vater der sechsjährigen Ye-sung. Er arbeitet als einfacher Wächter auf dem Parkplatz eines Supermarktes. Für seine Tochter möchte er einen Sailor-Moon-Rucksack kaufen, den sie sich wünscht. Allerdings hat er zu dem Zeitpunkt noch nicht genug Geld. Doch vor seinen Augen kauft eine andere Familie den Rucksack, worauf er den Rucksack von dem anderen Kind haben möchte. Dies lässt die Familie nicht zu.
Als Yong-gu arbeitet, kommt das Kind mit dem Sailor-Moon-Rucksack zu ihm und sagt, sie kenne einen anderen Laden, der den Rucksack noch hat und will ihn dorthin führen. In der nächsten Szene ist das Mädchen tot und Yong-gu versucht erste Hilfe zu leisten. Er wird jedoch des Missbrauchs und des Mordes angeklagt. Der Vater des Mädchens ist der Polizeipräsident. Der Fall wird innerhalb von einer Woche geschlossen und Yong-gu wird zum Tode verurteilt. Er kommt in die Zelle Nr. 7 eines Hochsicherheitsgefängnisses.
Die anderen Insassen halten zunächst Abstand zu Yong-gu. Als Yong-gu jedoch bemerkt, dass andere Häftlinge einen seiner Mitinsassen aus Zelle Nr. 7 verletzen wollen, rettet er ihn. Von da an helfen sie ihm und bringen seine Tochter versteckt in Kartons in die Zelle, als diese mit dem Kirchenchor im Gefängnis auftritt. Zusammen haben die Insassen und das Mädchen viel Spaß. Nach einiger Zeit bekommen die Wächter dies jedoch mit und Yong-gu wird alleine in eine kleine Zelle gesperrt. Als ein anderer Häftling ein Feuer legt und das Gefängnis evakuiert wird, will der Gefängnischef eingreifen, gerät dabei jedoch in Gefahr. Yong-gu stürzt in den Raum voll Feuer und rettet ihm das Leben. Auch aufgrund von Yong-gus Verhalten, der sich seiner Situation nie bewusst ist, glaubt er nicht, dass er ein Mörder sein kann. Er beschafft sich die Unterlagen des Falls und rollt den Fall erneut auf. Er findet auch heraus, das einige Dinge wie die Todesursache beim Urteil außer Acht gelassen wurden.
Ye-sung darf derweil nach Belieben in die Zelle kommen. Dabei bringt sie unter anderem ein Handy mit, damit ein Insasse mit seiner Frau telefonieren kann und bringt dem Anführer der Gruppe lesen bei. Zusammen bereiten sie Yong-gu auf die erneute Gerichtsverhandlung vor. Kurz vor dem erneuten Prozess droht der Polizeipräsident jedoch, er solle die Schuld eingestehen, andernfalls würde er seiner Tochter etwas antun. Auch der Anwalt hilft ihm nicht. So plädiert Yong-gu im Gericht zum Entsetzen aller auf schuldig. Er wird erneut zum Tode verurteilt.
Seine Mithäftlinge und Freunde wollen jedoch eine Hinrichtung nicht zulassen. Sie bauen einen Ballon und bei einer erneuten Kirchenveranstaltung setzen sie ihn und seine Tochter in den Ballon. Die Wächter gehen davon aus, dass der Ballon innerhalb des Gefängnisgeländes bleibt. Als der Ballon jedoch immer höher steigt, versuchen sie den Ballon aufzuhalten, werden jedoch durch die Häftlinge behindert. Allerdings bleibt das Seil des Ballons am Stacheldraht der Gefängnismauer hängen und Yong-gu kann nicht entkommen. So wird Yong-gu kurz vor Weihnachten hingerichtet.
Seine Tochter, die inzwischen Anwältin geworden ist, rollt den Fall erneut auf, um den Namen ihres Vaters reinzuwaschen und beruft die Gefängnisinsassen und den Gefängnischef in den Zeugenstand. Das Gericht entscheidet auf unschuldig und bezeichnet die Todesstrafe aufgrund der damaligen Fakten als unangemessen.

## Auszeichnungen
Paeksang Arts Awards 2013
- Award in den Kategorien
  - Grand Prize for Film für Ryu Seung-ryong
  - Beliebteste Schauspielerin für Park Shin-hye
- Nominiert in den Kategorien
  - Bester Film
  - Bester Darsteller für Ryu Seung-ryong
  - Bester Nebendarsteller für Oh Dal-su
  - Beste Nebendarstellerin für Park Shin-hye
  - Beste neue Schauspielerin für Kal So-won
  - Bestes Drehbuch für Lee Hwan-kyung, Kim Hwang-sung und Kim Young-seok

Mnet 20’s Choice Awards 2013
- Award 20’s Movie Star für Ryu Seung-ryong
- Nominierung 20’s Movie Star für Park Shin-hye

Grand Bell Awards 2013
- Award in den Kategorien
- Best Actor – Ryu Seung-ryong
  - Special Jury Prize – Kal So-won
  - Best Screenplay – Lee Hwan-kyung
- Nominiert in den Kategorien
  - Nomination – Best Cinematography – Kang Seung-gi
  - Nomination – Best Director – Lee Hwan-kyung
  - Nomination – Best Supporting Actor – Oh Dal-su
  - Nomination – Best Actress – Kal So-won
  - Nomination – Best New Actress – Kal So-won